# Enrique Plantey
Enrique Plantey (Neuquén, 29 de agosto de 1982) es un deportista argentino que compite en esquí alpino adaptado. Participó en distintas competiciones adaptadas de esquí, incluidos los Juegos Paralímpicos de Sochi 2014, Juegos Paralímpicos de Pyeongchang 2018 y en los Juegos Paralímpicos de Beijin 2022
Se lo considera el mejor esquiador paralímpico argentino en la historia del país y de Latinoamérica, obteniendo el cuarto y octavo puesto del mundo en Beijing 2022. 
Junto con Mariano tubio crearon 3pi mobility, una empresa que se dedica a modificar cualquier tipo de silla de ruedas en bicicletas manuales o eléctricas. Cambiando completamente la movilidad a las personas con discapacidad. 
En el año 2020 creó SEXISTIMOS un libro creado para romper con los tabúes que envuelven la sexualidad de las personas con discapacidad.

## Biografía
Nació en la ciudad de Neuquén el 29 de agosto de 1982, aunque días después se mudó con su familia a la zona rural. Cuando tenía 11 años, sufrió un accidente automovilístico en la Ruta 22 sobre la localidad de Senillosa, su padre y su hermano fallecieron. Plantey sobrevivió, aunque una lesión en la médula lo dejó en silla de ruedas. Tras el accidente, viajó cuatro meses con su mamá a Cuba para rehabilitarse.
A pesar del accidente, su profesor de educación física en la escuela secundaria lo motivó a que continúe practicando deportes, como básquet, vóley y balonmano adaptado.
Su primer contacto con el esquí adaptado fue a la edad de a los 14 años, cuando estaba de vacaciones con amigos en San Martín de los Andes, allí fue acercado por la jefa del equipo argentino de esquí adaptado y lo invitó a probar el monoesquí. Confirmó su pasión estando en un work and travel en Aspen en 2010, donde tuvo la oportunidad de competir contra Taylor Walker, el entonces número uno en el deporte. Tras regresar a Argentina, se contactó con un instructor que estaba creando un equipo de esquí adaptado en la provincia de Mendoza, donde comenzó a entrenarse en Las Leñas.
En 2010, recorrió los cinco continentes junto a su amigo, Javier Marasco, escribiendo sus experiencias en un blog: neuquinosporelmundo.blogspot.com.

## Carrera deportiva
En diciembre de 2010 compitió en Cooper Mountain, Colorado, Estados Unidos. En los Juegos Paralímpicos de Sochi 2014 alcanzó el 19.º puesto. Consiguió el tercer puesto en el Campeonato Nacional Francés.
En 2017, quedó en el 13.º puesto en el Mundial de Esquí Alpino Adaptado celebrado en Kranjska Gora, Eslovenia. Esto le permitió conseguir los puntos suficientes para clasificar a los Juegos Paralímpicos de Pyeongchang 2018.
En 2018, obtuvo un decimoprimer puesto en los Juegos Paralímpicos de Pyeongchang 2018 en la disciplina de Slalom.
En 2021/2022, campeón de FIS Copa Europa (Overall) 
En 2022 Juegos Paralímpicos de Beijing 2022 donde obtuvo dos diplomas paralímpicos: cuarto puesto Gigant Slalom y octavo puesto Super Gigante.
Recibió el Premio Olimpia de Plata Ski Adaptado 2022.

## Vida personal
Plantey es estudiante de derecho en la Universidad de Buenos Aires, y trabaja en el Consejo de la Magistratura de la Ciudad Autónoma de Buenos Aires.
Fue ganador del premio BIENAL ALPI 2017.
En 2024 la Legislatura de la Ciudad Autónoma de Buenos Aires lo distinguió Personalidad Destacada de la Ciudad Autónoma de Buenos Aires en el ámbito del deporte.